# Rejon Akköl
Akköl (kazach. Ақкөл ауданы, Aqköl audany) – dystrykt w obwodzie akmolskim w północnym Kazachstanie. Stolicą dystryktu jest miasto Akköl. Populacja liczy 27 522 osoby (wg spisu ludności z 2009), natomiast w 2009 dystrykt miał 28 359 mieszkańców.